# Thelonious Monk plays the Music of Duke Ellington
Thelonious Monk plays the Music of Duke Ellington è un album del musicista jazz Thelonious Monk, pubblicato nel 1955 dall'etichetta Riverside Records.

## Tracce
1. It Don't Mean a Thing (If It Ain't Got That Swing) – 4:38
2. Sophisticated Lady – 4:27
3. I Got It Bad (and That Ain't Good) – 5:52
4. Black and Tan Fantasy  – 3:24
5. Mood Indigo – 3:13
6. I Let a Song Go Out of My Heart – 5:40
7. Solitude – 3:42
8. Caravan – 5:55

Produzione
- Orrin Keepnews — produttore

Musicisti
- Thelonious Monk – piano
- Oscar Pettiford – basso
- Kenny Clarke – batteria